# John Sorrell
Pour les articles homonymes, voir Sorrell.
John Arthur Sorrell dit « Long John » (né le 16 janvier 1906 à Chesterville, dans la province de l'Ontario au Canada — mort le 30 novembre 1984 à Indianapolis, dans l'état de l'Indiana aux États-Unis) est un joueur professionnel canadien de hockey sur glace qui évoluait en position d'ailier gauche.

## Biographie
John Sorrell commence sa carrière en 1927 avec les Castors de Québec de la Canadian-American Hockey League puis rejoint les Bulldogs de Windsor de la Canadian Professional Hockey League. Devenu la propriété des Canadiens de Montréal de la Ligue nationale de hockey (LNH), il ne joue cependant pas pour la franchise québécoise et est cédé aux Panthers de London de la Ligue internationale de hockey. Auteur de 31 buts et 44 points en 1929-1930, il se classe premier de la ligue dans ces statistiques, à égalité avec Frank Carson de Windsor, et est nommé dans la première équipe d'étoiles de la saison. Attirant l'attention des équipes de la LNH, il est transféré aux Cougars de Détroit, renommés Falcons peu de temps après puis Red Wings deux ans plus tard. Il reste sept saisons complètes avec la franchise du Michigan dont il est le meilleur buteur en 1933-1934 et 1934-1935 avec 21 puis 20 réalisations,. En 1936 puis 1937, il aide l'équipe à remporter la Coupe Stanley. Devenu moins performant, les Red Wings l'échange en février 1938 aux Americans de New York en retour de Hap Emms. Il reste trois ans avec sa nouvelle équipe avant d'être envoyer aux Bears de Hershey de la Ligue américaine de hockey (LAH). En 1943, il devient entraîneur-joueur des Capitals d'Indianapolis. Une fois retraité en tant que joueur en 1945, il continue de diriger l'équipe mais est remplacé en cours de saison par Earl Seibert. En 1955, il prend les rênes des Chiefs d'Indianapolis de la Ligue internationale de hockey avant de les céder à Léo Lamoureux.
Il décède le 30 novembre 1984 à Indianapolis,.

## Statistiques
| Saison     | Équipe                  | Ligue      |     | Saison régulière | Saison régulière | Saison régulière | Saison régulière | Saison régulière |    | Séries éliminatoires | Séries éliminatoires | Séries éliminatoires | Séries éliminatoires | Séries éliminatoires |
| Saison     | Équipe                  | Ligue      | PJ  | B                | A                | Pts              | Pun              | PJ               | B  | A                    | Pts                  | Pun                  |                      |                      |
| 1927-1928  | Castors de Québec       | Can-Am     | 40  | 7                | 3                | 10               | 27               | 6                | 1  | 0                    | 1                    | 2                    |                      |                      |
| 1928-1929  | Bulldogs de Windsor     | Can-Pro    | 42  | 16               | 7                | 23               | 36               | 8                | 1  | 1                    | 2                    | 6                    |                      |                      |
| 1929-1930  | Panthers de London      | LIH        | 42  | 31               | 13               | 44               | 26               | 2                | 0  | 0                    | 0                    | 0                    |                      |                      |
| 1930-1931  | Falcons de Détroit      | LNH        | 39  | 9                | 7                | 16               | 10               | -                | -  | -                    | -                    | -                    |                      |                      |
| 1931-1932  | Falcons de Détroit      | LNH        | 48  | 8                | 5                | 13               | 22               | 2                | 1  | 0                    | 1                    | 0                    |                      |                      |
| 1932-1933  | Red Wings de Détroit    | LNH        | 47  | 14               | 10               | 24               | 11               | 4                | 2  | 2                    | 4                    | 4                    |                      |                      |
| 1933-1934  | Red Wings de Détroit    | LNH        | 47  | 21               | 10               | 31               | 8                | 8                | 0  | 2                    | 2                    | 0                    |                      |                      |
| 1934-1935  | Red Wings de Détroit    | LNH        | 47  | 20               | 16               | 36               | 12               | -                | -  | -                    | -                    | -                    |                      |                      |
| 1934-1935  | Olympics de Détroit     | LIH        | 1   | 1                | 2                | 3                | 0                | -                | -  | -                    | -                    | -                    |                      |                      |
| 1935-1936  | Red Wings de Détroit    | LNH        | 48  | 13               | 15               | 28               | 8                | 7                | 3  | 4                    | 7                    | 0                    |                      |                      |
| 1936-1937  | Red Wings de Détroit    | LNH        | 48  | 8                | 16               | 24               | 4                | 10               | 2  | 4                    | 6                    | 2                    |                      |                      |
| 1937-1938  | Red Wings de Détroit    | LNH        | 23  | 3                | 7                | 10               | 0                | -                | -  | -                    | -                    | -                    |                      |                      |
| 1937-1938  | Americans de New York   | LNH        | 17  | 8                | 2                | 10               | 9                | 6                | 4  | 0                    | 4                    | 2                    |                      |                      |
| 1938-1939  | Americans de New York   | LNH        | 48  | 13               | 9                | 22               | 10               | 2                | 0  | 0                    | 0                    | 0                    |                      |                      |
| 1939-1940  | Americans de New York   | LNH        | 48  | 8                | 16               | 24               | 4                | 3                | 0  | 3                    | 3                    | 2                    |                      |                      |
| 1940-1941  | Americans de New York   | LNH        | 30  | 2                | 6                | 8                | 2                | -                | -  | -                    | -                    | -                    |                      |                      |
| 1940-1941  | Indians de Springfield  | LAH        | 10  | 0                | 1                | 1                | 2                | -                | -  | -                    | -                    | -                    |                      |                      |
| 1940-1941  | Bears de Hershey        | LAH        | 10  | 1                | 6                | 7                | 14               | 10               | 1  | 2                    | 3                    | 10                   |                      |                      |
| 1941-1942  | Bears de Hershey        | LAH        | 53  | 23               | 14               | 37               | 2                | 10               | 0  | 4                    | 4                    | 0                    |                      |                      |
| 1942-1943  | Bears de Hershey        | LAH        | 49  | 24               | 28               | 52               | 8                | 6                | 4  | 2                    | 6                    | 0                    |                      |                      |
| 1943-1944  | Capitals d'Indianapolis | LAH        | 51  | 16               | 22               | 38               | 6                | 5                | 4  | 4                    | 8                    | 2                    |                      |                      |
| 1944-1945  | Capitals d'Indianapolis | LAH        | 56  | 21               | 21               | 42               | 8                | 5                | 2  | 0                    | 2                    | 2                    |                      |                      |
| Totaux LNH | Totaux LNH              | Totaux LNH | 490 | 127              | 119              | 246              | 100              | 42               | 12 | 15                   | 27                   | 10                   |                      |                      |

## Trophées et honneurs personnels
- 1929-1930 : 
  - meilleur buteur et pointeur de la LIH à égalité avec Frank Carson
  - première équipe d'étoiles de la LIH
- 1935-1936 : champion de la Coupe Stanley avec les Red Wings de Détroit
- 1936-1937 : champion de la Coupe Stanley avec les Red Wings de Détroit